# Championnat d'Islande de football de deuxième division 1994
Navigation
Saison précédente Saison suivante
La saison 1994 de 2. Deild était la 40e édition de la deuxième division islandaise. Les 10 clubs jouent les uns contre les autres lors de rencontres disputées en matchs aller et retour.
Les 2 premiers du classement en fin de saison sont promus en 1. Deild, tandis que les 2 derniers sont relégués en 3. Deild.
Ce sont l'UMF Grindavík et le Leiftur Ólafsfjörður qui sont promus en première division en fin de saison. Pour Grindavik, cette promotion en D1 est une grande première.
En bas de classement, l'UMF Selfoss, tout juste monté de 3. Deild, repart immédiatement à l'étage inférieur, accompagné du þrottur Norðfjörður.

## Compétition

### Classement
Le barème de points servant à établir le classement se décompose ainsi :
- Victoire : 3 points
- Match nul : 1 point
- Défaite : 0 point

| Rang | Équipe               | Pts | J  | G  | N | P  | Bp | Bc | Diff |
| ---- | -------------------- | --- | -- | -- | - | -- | -- | -- | ---- |
| 1    | UMF Grindavík        | 39  | 18 | 12 | 3 | 3  | 35 | 10 | +25  |
| 2    | Leiftur Ólafsfjörður | 36  | 18 | 10 | 6 | 2  | 42 | 19 | +23  |
| 3    | Fylkir Reykjavik R   | 35  | 18 | 11 | 2 | 5  | 49 | 25 | +24  |
| 4    | þrottur Reykjavik    | 28  | 18 | 8  | 4 | 6  | 29 | 20 | +9   |
| 5    | Vikingur Reykjavik R | 27  | 18 | 8  | 3 | 7  | 32 | 31 | +1   |
| 6    | HK Kopavogur P       | 19  | 18 | 5  | 4 | 9  | 20 | 30 | -10  |
| 7    | IR Reykjavik         | 19  | 18 | 5  | 4 | 9  | 22 | 38 | -16  |
| 8    | KA Akureyri          | 18  | 18 | 5  | 3 | 10 | 26 | 34 | -8   |
| 9    | UMF Selfoss P        | 18  | 18 | 4  | 6 | 8  | 18 | 43 | -25  |
| 10   | þrottur Norðfjörður  | 11  | 18 | 2  | 5 | 11 | 18 | 41 | -23  |

|  | Promu en 1. Deild      |
|  | Relégation en 3. Deild |

## Bilan de la saison
| Promotion et relégation |                                    |
| Relégué en 3. Deild     | UMF Selfoss þrottur Norðfjörður    |
| Promu en 1. Deild       | UMF Grindavík Leiftur Ólafsfjörður |

## Meilleurs buteurs
| # | Buteurs           | Clubs                | Nb de Buts |
| - | ----------------- | -------------------- | ---------- |
| 1 | Kristinn Tomasson | Fylkir Reykjavik     | 14         |
| 2 | Gunnar Mar Masson | Leiftur Ólafsfjörður | 13         |
| 3 | Gretar Einarsson  | UMF Grindavík        | 11         |
| 4 | Oskar Oskarsson   | Vikingur Reykjavik   | 10         |